# Färingsö
Färingsöö is een Zweeds eiland en ligt in het Mälarmeer ten westen van Stockholm. Het behoort tot de gemeente Ekerö.